# 沈向
沈向（16世紀—1645年），本名沈時，字德一，應天府上元縣人，明朝、南明政治人物。

## 生平
沈向是萬曆四十三年（1615年）的舉人，獲授巫山知縣，抵禦入侵的流寇一根鬚；楊嗣昌到夷陵時曾請求順流而下，但遭楊嗣昌以大兵夾攻會用盡兵卒而拒絕。之後他遷任山東道御史，張若麒貪功而戰敗逃入寧遠，他上疏請求將其治罪，又指出十八項巡漕和陳漕弊端，士兵都畏懼服從他；弘光年間再改任改廣東道御史，代替陳丹衷巡按湖廣，很快歸隱去世。

## 引用
1. ↑  道光《上元縣志·卷十·選舉志》：（萬曆）四十三年乙卯（舉人）……沈向 原名時，御史。知巫山縣，考選御史巡漕。
2. 1 2  錢海岳《南明史·卷三十五·列傳第十一》：沈向，字德一，上元人。萬曆四十三年舉於鄉，授巫山知縣。一根鬚入寇，率民固守完城。楊嗣昌至夷陵，請撫臣以二萬人順流下，閣部以大兵夾攻，可立盡。不用。
3. ↑  錢海岳《南明史·卷三十五·列傳第十一》：遷山東道御史。張若麒貪功喪師，復逃寧遠，疏請正罪。巡漕陳漕弊十八款，衛弁讋服。改廣東道。後代丹衷按湖廣，歸，隱卒。